# Calliphora (romanzo)
Calliphora è il dodicesimo romanzo con la protagonista Kay Scarpetta scritto da Patricia Cornwell nel 2003.

## Trama
Jean Baptiste Chandonne e suo fratello Jay Talley continuano a imperversare ma questa volta il teatro della vicenda si sposta nel profondo sud, a Baton Rouge. La dottoressa Scarpetta continua le sue indagini con l'aiuto di un incredibile aiutante redivivo. Durante le indagini si intrecciano come al solito le storie del Capitano Marino, della nipote Lucy e di altri personaggi minori che fanno la loro apparizione in questo romanzo.

## Edizioni in italiano
- Patricia Daniels Cornwell, Calliphora, traduzione di Annamaria Biavasco, Onnibus Mondadori, Milano 2003
- Patricia Daniels Cornwell, Calliphora, Donna Moderna, Milano 2004
- Patricia Daniels Cornwell, Calliphora, Mondolibri, Milano 2005
- Patricia Daniels Cornwell, Calliphora, traduzione di Annamaria Biavasco, Oscar Mondadori, Milano 2005 ISBN 978-88-04-54767-9
- Patricia Daniels Cornwell, Calliphora, traduzione di Annamaria Biavasco, Mondadori, Milano 2005 ISBN 88-04-53749-3
- Patricia Daniels Cornwell, Calliphora, trascritto in Braille a cura della Biblioteca italiana per ciechi Regina Margherita, Monza 2005
- Patricia Daniels Cornwell, Calliphora, lettore: Trevisson Miriana, Centro Internazionale del Libro Parlato, Feltre 2009
- Patricia Daniels Cornwell, Calliphora, traduzione di Annamaria Biavasco, Mondadori, Milano 2014 ISBN 978-88-04-64555-9
- Patricia Daniels Cornwell, Calliphora, traduzione di Annamaria Biavasco, Mondadori, Milano 2019 ISBN 978-88-04-72013-3